# Tigres UANL
Tigres de la Universidad Autónoma de Nuevo León, är en mexikansk sportklubb från San Nicolás de los Garza, Nuevo León. Den är Universidad Autónoma de Nuevo Leóns idrottslag.
Fotbollsklubben grundades 7 mars 1960 baserat på ett lag Jabatos, som bildats tre år tidigare. Det spelar sina hemmamatcher på Estadio Universitario som rymmer 42 000 åskådare. Under 2015 gick man till final i Copa Libertadores. Dock förlorade man finalen med 3-0 mot River Plate.
Volleybollaget har på herrsidan blivit mexikanska mästare fyra gånger ( 2014/15, 2015/16, 2016/17 och 2018/19), medan damlaget blivit mexikanska mästare tre gånger ( 2014/15, 2015/16 och 2017/18).